# Huit Dollars et demi
Pour plus de détails, voir Fiche technique et Distribution.
Huit Dollars et demi, également orthographié 8 ½ $ (titre original : Восемь с половиной долларов) est une comédie policière russe réalisée par Grigori Konstantinopolski et sortie en 1999.
Il s'agit du premier long métrage de son réalisateur. Ce film qui opère une satire de la dépression en Russie pendant les années 1990 est considéré comme un des films culte de la décennie dans le cinéma russe,. Le titre et l'histoire font référence au film Huit et demi (1963) de Federico Fellini.

## Synopsis
Le réalisateur Guera Kremov (Ivan Okhlobystine), qui gagne sa vie en tournant des publicités mais rêve de faire du grand cinéma, rencontre Matilda (Olessia Potachinskaïa), la petite amie du mafioso Fiodor (Fiodor Bondartchouk), et devient intime avec elle.
Après avoir reçu de l'argent de Fiodor, il tourne un clip vidéo avec Matilda dans le rôle principal et le projet s'oriente finalement vers du vrai cinéma (avec Matilda toujours dans le rôle principal). Pour la production du film, Hera demande 300 000 dollars, et Fiodor, d'accord, lui propose de venir le voir pour tout officialiser immédiatement. Quand Fiodor est mis au courant de la relation entre Guera et Matilda, il s'étouffe avec une pistache et meurt. Le couple dépense 150 000 dollars en une nuit et, au matin, Stepan (Fiodor Bondarchuk), le frère jumeau de Fiodor, vient leur réclamer l'argent. Guera résout le problème en appelant Spartak, une connaissance du bandit. Ce dernier convient avec Stepan que Guera tournera et lui fournira le film un mois plus tard.
Pendant ce temps, Stepan apprend que Guera et Matilda ont eu une liaison et que 150 000 euros ont été dépensés. Il tente de convaincre Matilda que Guera la trompera. Matilda devient indifférente à Guéra, car le réalisateur s'est entiché de la femme de Spartacus, l'actrice Xenia. Spartacus propose alors de faire un film avec Xenia dans le rôle principal. Héra accepte et demande à Spartacus un million de dollars. La conversation entre Spartacus et Héra est enregistrée sur une cassette que Xenia remet à Matilda.
Stepan et Spartacus se retrouvent sur le plateau de tournage pour discuter du futur travail de Guera. Mais les discussions se terminent par une fusillade au cours de laquelle Spartacus, Xenia et les gardes du corps sont tués, et Stepan est blessé. Guera part à la recherche de Matilda, mais sa jeep la percute. Matilda remet la cassette, prend la valise de Spartacus avec l'argent et s'en va. Stepan, réveillé, tente d'arrêter Matilda, puis vise Guera, mais s'étouffe avec une pistache et meurt.

## Fiche technique
- Titre français : Huit Dollars et demi[3]
- Titre original russe : Восемь с половиной долларов, Vossem s polovinoï dollarov'[4]
- Réalisation : Grigori Konstantinopolski
- Scénario : Grigori Konstantinopolski, Avdotia Smirnova
- Photographie : Iouri Lioubchine (ru)
- Montage : Natalia Sajina, Albina Antipenko
- Musique : Grigori Konstantinopolski
- Décors : Evgueni Mitta
- Sociétés de production : Studio Gorki, Premiere-Film (Премьер-фильм)
- Pays de production :  Russie
- Langue originale : russe
- Format : couleurs - 1,85:1 - Son stéréo Dolby Digital
- Genre : comédie policière
- Durée : 95 minutes
- Dates de sortie : 
  - Russie : 14 septembre 1999

## Distribution
- Natalia Andreïtchenko : Ksenia (Natalia Obmanutaïa)
- Fiodor Bondartchouk : Fiodor / Stepan
- Grigori Konstantinopolski : Voix
- Gocha Koutsenko
- Renata Litvinova : Xenia (voix)
- Andreï Makarevitch : Lui-même
- Vladimir Menchov : Spartak
- Ivan Okhlobystine : Guera Kremov
- Olessia Potachinskaïa : Matilda
- Roman Prygounov
- Igor Soukatchov : Voix